# ひさまくまこ
ひさまくまこは、日本のゲーム原画家、イラストレーター、漫画家。

## 経歴
学生時代から挿絵、漫画の短期連載などを行っていた。webプログラマーとして会社勤務しつつ漫画雑誌への執筆を続けていたものの、仕事との両立が困難となり2013年に退職。
専業作家となって以降はBaseSonの戦国†恋姫〜乙女絢爛☆戦国絵巻〜のコミカライズを手がけつつ、美少女ゲームの原画家やライトノベルやカードゲームのイラストレーターと多彩な活動を繰り広げている。
商業活動の傍ら同人サークル「moco chouchou」を主宰している。同人誌シリーズの一つである「優等生 綾香のウラオモテ」シリーズは商業化・ノベライズを経て、2020年にメリー・ジェーンによるアダルトアニメ化が決定した。

## 主な作品

### ゲーム原画
- お兄ちゃんシェアリング（Galette、2013年）
- お兄ちゃん、右手の使用を禁止します!（Galette、2014年）
- 天ノ空レトロスペクト（GLacé、2015年）
- ボクの××は寮生たちの特権です!（原画2キャラ担当[3]、Carol Works、2016年）
- よめがみ My Sweet Goddess!（鳴川アイリス担当[3]、ALcot、2016年）
- キミの瞳にヒットミー（旗谷詩菜・桐原歩鳥担当[3]、戯画、2017年）
- 甘夏アドゥレセンス（ナツ・天音担当[3]、コンフィチュールソフト、2017年）
- ぼくらの放課後戦争！ -AFTER SCHOOL WARS-（神崎琴葉担当[3]、クリアレーヴ / DMM GAMES、2017年）
- 金色ラブリッチェ（ミナ担当[3]、SAGA PLANETS、2017年）
- 添いカノ〜ぎゅっと抱きしめて〜（熊倉夜明担当[3]、戯画、2018年）
- 約束の夏、まほろばの夢（神宮りんか担当[3]、ういんどみる、2018年）
- キミの瞳にヒットミー（PS4 / PSV版）（桐原歩鳥担当[3]、エンターグラム、2018年）

### 小説挿絵
- 俺たちは空気が読めない　孤独（ボッチ）な彼女の助け方（著：鏡銀鉢、2016年10月、MF文庫J）ISBN 978-4-04-068739-1
- 俺たちは空気が読めない2 孤独（ボッチ）な彼女の嫁ぎ方（著：鏡銀鉢、2017年2月、MF文庫J）ISBN 978-4-04-069083-4
- 優等生 綾香のウラオモテ（著：上原りょう、2018年1月、美少女文庫）※オリジナル同人誌の商業化ノベライズ ISBN 9784829664209
- 優等生 綾香のウラオモテ アヤカのナカにぜんぶちょーだい（著：上原りょう、2020年3月、美少女文庫）※オリジナル同人誌の商業化ノベライズ ISBN 978-4-8296-6420-9
- 貧乏令嬢の勘違い聖女伝 〜お金のために努力してたら、王族ハーレムが出来ていました!?〜（著：馬路まんじ、2020年7月、一迅社ノベルス）ISBN 978-4-7580-9275-3
- 貧乏令嬢の勘違い聖女伝2 〜お金のために努力してたら、王族ハーレムが出来ていました!?〜（著：馬路まんじ、2020年12月、一迅社ノベルス）ISBN 978-4-7580-9324-8

### 漫画
- 戦国†恋姫〜乙女絢爛☆桃色草子〜（電撃HIME 2014年5月号 - 2015年1月号）全1巻
  - 単行本（2015年1月）ISBN 978-4-8322-7139-5
- 一畳間まんきつ暮らし!（まんがタイムきらら 2018年6月号 - 8月号ゲスト・2019年1月号 - ）既刊4巻、アニメ化予定あり[4]。
  - 1巻（2019年11月）ISBN 978-4-8322-7139-5
  - 2巻（2021年2月）ISBN 978-4-8322-7253-8
  - 3巻（2022年9月）ISBN 978-4-8322-7398-6
  - 4巻（2025年7月）ISBN 978-4-8322-9650-3